# Гринёв (Ростовская область)
Гринёв — хутор в Тацинском районе Ростовской области.
Входит в состав Верхнеобливского сельского поселения.
Население 160 человек.

## География
На хуторе имеются две улицы — М. Горького и Советская.

## Население
| 2010 |
| ---- |
| 129  |